# Дедиловичи (Борисовский район)
Дедиловичи (бел. Дзе́дзілавічы) — деревня в Борисовском районе Минской области Беларуси. Входит в состав Мстижского сельсовета.

## География
Рядом пролегает дорога Н-8116.
Ближайшие населённые пункты Воровского, Заречье, Пядань и др.

## История
В 1645 году упоминается как имение в Минском воеводстве Великого Княжества Литовского.
С 1909 года в Осовской волости Борисовского уезда Минской губернии Российской империи.

## Население

### Численность
- 2009 год — 114 жителей

### Динамика
- 1909 год — 319 жителей, 61 двор (деревня Дедиловичи); 45 жителей, 1 двор (имение Дедиловичи)[3][4]
- 1999 год — 150 жителей (перепись населения)
- 2009 год — 114 жителей (перепись населения)[3]

## Улицы
- Луговая
- Школьная и др.

## Известные лица
- Кушнеревич, Александр Николаевич (род. 1958) — белорусский археолог.

## Примечание
1. ↑  Назвы населеных пунктаў Рэспублікі Беларусь: Мінская вобласць: нарматыўны даведнік / І. А. Гапоненка, І. Л. Капылоў, В. П. Лемцюгова і інш.; пад рэд. В. П. Лемцюговай. — Мн.: Тэхналогія, 2003. — 604 с. ISBN 985-458-054-7. (DJVU). Сустракаецца таксама варыянт Дзядзі́лавічы.
2. ↑  НГАБ у Мінску, ф. 1775, воп. 1, спр. 1, с. 591.
3. 1 2 3  Справочник. Дедиловичи.
4. ↑  Список населенных мест Минской губернии. — Минск, 1909. С. 59.